# スタッキズム
スタッキズム(Stuckism[ˈstʌkɪzəm])は1999年にビリー・チャイルディッシュとチャールズ・トムソンが創始した国際的な芸術運動で、コンセプチュアル・アートに対するフィギュラティヴ・アートの優越とその価値の称揚を主張として掲げる。13人のイギリス人アーティストたちが始めたこの運動は、2017年5月には52ヶ国236グループまで広がった。
チャイルディッシュとトムソンは新しいアート集団の創設にあたり複数のマニフェストを掲げている。最初のものが「スタッキズムは本物の追求である」から始まる20ヶ条のスタッキスト宣言(The Stuckists)である。そのほかにもリモダニズム(Remodernism)などの有名なマニフェストがあるが、必ず批判の対象となっているのがポストモダニズムである。彼らの目的は、モダニズムの真の精神を取り戻すことであり、スタイル、テーマ、メディアが何であろうと精神的な価値を持ったアート作品を製作することである。別のマニフェストでは、自分たちの運動をアンチ・アンチ・アートと定義している。それはつまりアンチ・アートの否定であり、アートの肯定である。
ロンドンのショーディッチにある小さなギャラリーでグループ展を開いた後、2004年にはアートフェスであるリバプール・ビエンナーレに参加し、ウォーカー・アート・ギャラリーで初めての大規模な展示会を開催した。2000年から、スタッキズムの作家は、時にはピエロに扮して、ターナー賞に抗議するためテート・ブリテンで定期的にデモを行っている。彼らは、チャールズ・サーチがパトロンになっているヤング・ブリティッシュ・アーティストにも反対の立場を表明している。
スタッキズムの作品には絵画が多いが、アーティストによっては写真、彫刻、映画、コラージュなども製作している。いずれスタッキストであればコンセプチュアル・アートと「エゴ・アート」に心から反対していることに変わりはない。

## 名称、組織、沿革

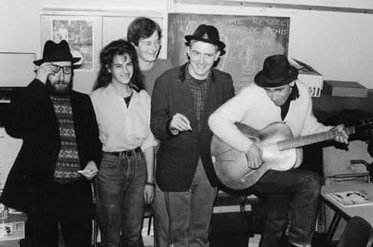
ザ・メドウェイ・ポエッツの録音のために集まったセクストン・ミング、トレイシー・エミン、チャールズ・トムソン、ビリー・チャイルディッシュとミュージシャンのラッセル・ウィルキンソン（1987年12月11日、ロチェスター・アダルト・エデュケーション・センター）

「スタッキズム」（"Stuckism"）という名称は、ビリー・チャイルディッシュが何度か朗読した詩をもとにチャールズ・トムソンが1999年1月に造った言葉である。この詩の中で、チャイルディッシュは元ガールフレンドのトレーシー・エミンが自分のアートや詩、音楽について言った「スタック! スタック! スタック!」〔どん詰まりもいいところ！〕という台詞を繰り返し引用している。この月の後半にトムソンがスタッキズムという名前のアート集団を共同創設する話をチャイルディッシュに持ち掛け、彼はそれに賛同したため、トムソンはそれを信じて準備を進めたが、このときチャイルディッシュのスケジュールはすでにいっぱいだった。
創設メンバーはこのほかに11人いた。フィリップ・アブソロン、フランシス・キャッスル、シェイラ・クラーク、イーモン・エヴァーオール、エラ・グル、ウルフ・ハワード、ビル・ルイス、サンチア・ルイス、ジョー・マシーン、セクストン・ミング、チャールズ・ウィリアムズである。創設以降、作家同士のコラボレーションを通じてメンバーは増えていった。もともとは絵画製作を主としたグループだったが、その後は詩や小説、パフォーマンスアート、写真、映画、音楽など様々なメディアで創作が行われている。
1979年、トムソン、チャイルディッシュ、ビル・ルイス、ミングはパフォーマンス・アート集団のザ・メドウェイ・ポエッツのメンバーとなった。アブソロンとサンチア・ルイスはもともとこのグループに所属していた。彼らの中にはピーター・ウェイトのギャラリー「ロチェスター・ポッタリー」で絵の個展を開いているメンバーもいた。1982年には、彼らを特集してテレビ番組がつくられている。この年に、当時はファッションを勉強する学生であったトレイシー・エミンとチャイルディッシュが交際を始めた。彼女が書いたものをビル・ルイスが編集し、トムソンが印刷して、チャイルディッシュが出版している。実際、彼らが出版した作品はかなりの量にのぼる。この詩人グループは2年後にはバラバラになってしまうが、1987年に再結集し、LP盤で「ザ・メドウェイ・ポエッツ」の収録を行っている。クラーク、ハワード、マシーンは翌年に仲間に加わった。トムソンはウィリアムとも知り合いになった。彼は当時地元の美大生であり、エミンの友人と交際していた。このときトムソンはエヴァーオールとも知り会っている。グループの創設準備中にミングがガールフレンドのエラ・グルを誘い、彼女がキャッスルを仲間に呼んだ。

## マニフェスト

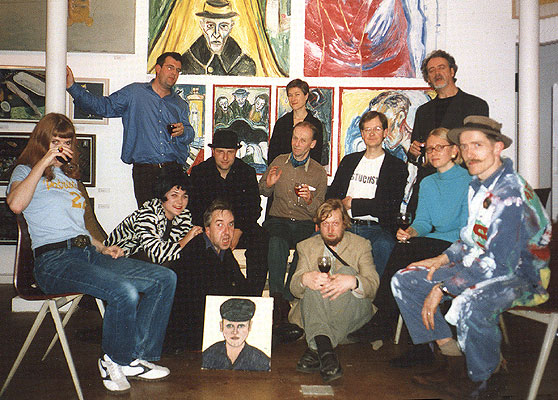
「リアル・ターナー賞」展のために集まった13人の初期メンバー（2000年10月、ロンドン、ショーディッチのピュア・ギャラリー）

1999年8月、チャイルディッシュとトムソンはマニフェストである「スタッキスト宣言」を掲げた。彼らが強調してやまなかったのは、コミュニケーションの道具であり、感情と経験を表現するメディアとしての絵画の価値だった。このとき対置されたのは、スタッキストが薄っぺらい新規性、ニヒリズム、アイロニーとみなしたコンセプチュアル・アートでありポストモダニズムである。このマニフェストにある「描かないアーティストはアーティストではない」という一文はたいへんな議論を呼んだ。
第二のマニフェスト「サー・ニコラス・セロタへの公開書簡」と第三の「リモダニズム」は、どちらもテートの館長であるニコラス・セロタ宛に送られた。セロタの返信は短かった。「3月6日付の公開書簡はどうも。手紙にも『リモダニズム』のマニフェストにも私は何のコメントもしないけれど、それがわかったからといって別に驚きはしないだろうね」。
「リモダニズム」において、スタッキストはリモダニズムがポストモダニズムにとって代わることを宣言している。つまり、芸術、文化、社会における精神的な（宗教的ではない）価値が刷新される時期だと謳っているのである。彼らのマニフェストにはほかに「手軽なヒント」、「アンチ・アンチ・アート」、「カプチーノ・ライターと現代文学の愚かさ」、「ターナー賞」、「批評家の耄碌」、「スタッキストによるダミアン・ハースト評」がある。
「アンチ・アンチ・アート」では、「反芸術」として知られる潮流への反対意見のあらましが述べられている。そもそもコンセプチュアル・アートは、マルセル・デュシャンの作品によって正当化されてきたとスタッキストは主張する。しかし続けて、デュシャンの作品は「意図と結果に基づくアンチ・アート」であったという。スタッキストによれば「デュシャンの作品は、彼の時代における美術界のエスタブリッシュメントの硬直性、思考停止に抗議したものであって」、「ポストモダニズムの偉大な（しかしまったく意図せざるところである）アイロニーは、デュシャンが真っ先に攻撃した、体制的でオリジナリティに欠けるエスタブリッシュメントにそっくりそのままあてはまる」。
トムソンたち以外によって書かれたマニフェストには学生のものもある。2006年に立ち上げられた「未成年のスタッキスト」("Underage Stuckists")では、16歳のリヴ・ソウルとレベッカ・メイベリーがティーンエイジャーに宛てたマニフェストをSNSのマイスペース上に書いている。

## イギリスでの躍進

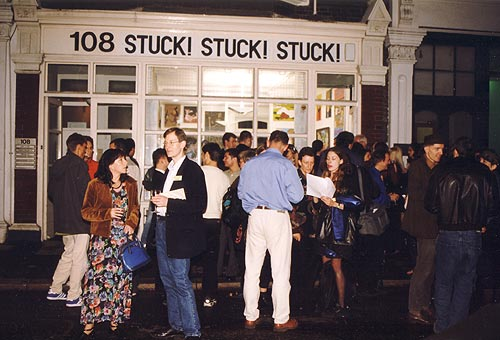
初めての展示会となった「スタック！スタック！スタック！」（1999年）

1999年7月、イヴニング・スタンダード紙がマスコミでは初めてスタッキストに言及し、他のメディアもすぐに追随した。これはターナー賞の候補者となったトレーシー・エミンに対するマスコミの関心が高まっていたも大きかった。
初めてのスタッキスト展である「スタック！スタック！スタック！」がショーディッチにあるジョー・クロンプトンのギャラリー１０８で開催され、次いで「サー・ニコラス・セロタの辞任」展も開かれた。2000年の「リアル・ターナー賞展」はテート・ギャラリーでターナー賞のノミネート作品展が開催されるのと同時期に開催された。
「スタッキズム学生連合」グループもキャンバーウェル・カレッジ・オブ・アーツの学生によって2000年に設立され、自分たちの展示会を開いている。ステファン・ハワースは、このキャンバーウェル・カレッジ絵画科の学士課程を（自分の絵が原因で）落第になり、2002年にスタッキズム・インターナショナル・ギャラリーで「もしそれば絵じゃないというなら絵画の学位なんて要らないよ」展と題した初めての個展を開いた。
トムソンは、2001年イギリス総選挙にスタッキスト党の候補者としてイズリントン南及びフィンズベリー選挙区から立候補した。これは当時イギリス文科相であったクリス・スミスに対抗したものだったが、トムソンの得票数は108票（0.4%）だった。チャイルディッシュは、この時期にトムソンのリーダーシップを嫌ってグループを脱退している。

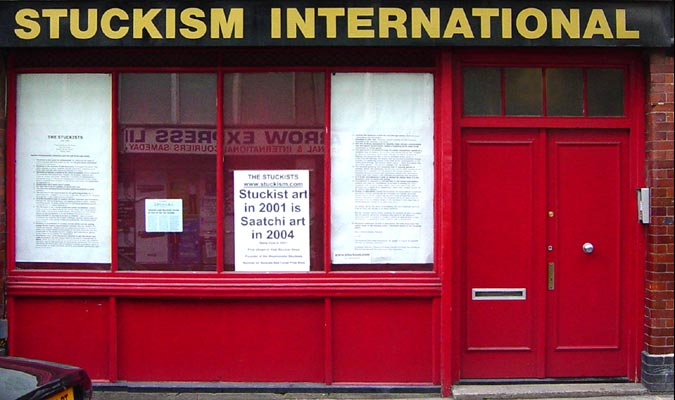
スタッキズム・インターナショナル・ギャラリー

2002年から2005年までトムソンはロンドンのショーディッチにスタッキズム・インターナショナルセンター＆ギャラリーを運営していた。2003年には「死んだ鮫はアートじゃない」と銘打って、1989年に一匹の鮫を初めて作品として一般公開した。これはエディー・サウンダースという男性が吊り上げ、自分が経営する電機ショップに飾っていたものだった。ダミアン・ハーストに先駆けること2年前であり、ハーストがそれをみて模倣した可能性もある、と彼らは主張した。
2003年には、アートを事実上独占していることを理由に、チャールズ・サーチをイギリス公正取引庁に報告している。しかしこの告発がまともに取り上げられることはなかった。同じ年に、友好団体としてスタッキズム・フォトグラフィーがラリー・ダンスタンとアンディ・ブロックにより創設された。2005年にはスタッキストにより「ザ・ウォーカー」展から175点の絵画がテートに寄付されたが、テートの理事たちにより受取を拒否された。
2005年8月には、テートが理事の1人であるクリス・オフィリの作品『アッパー・ルーム』を70万5,000ユーロで購入していることがマスコミに暴露された。ア・ギャラリーのフレイザー・キー・スコットは、スタッキストとともにテート・ギャラリーの外でこのスキャンダルについてのデモ行動を行った。スコットは、デイリー・テレグラフ紙に、テート・ギャラリーの理事長ポール・マイナーズが購入価格の公開を拒んでいることは欺瞞的だと語っている。オフィリは、他のアーティストには作品をギャラリーに寄付するように呼びかけていたのである。2006年7月には、イギリスのチャリティ委員会がこの美術館に対して〔公益法人としての〕法的権限のない活動をしていると非難を行った。一方でスタッキストに対して、ニコラス・セロタは「公益のために活動している」と述べている。
2006年10月には、スタッキストとして初めてのコマーシャル・ギャラリー〔スペースを貸すだけでなく作者と契約して作品の販売もおこなう〕での企画展となる「ゴー・ウェスト」をウエスト・エンドのギャラリー、スペクトラム・ロンドンで開催した。このことは、彼らがアートワールドにおいて「主力選手」の仲間入りをしたことを示すものだった。
2006年10月にはリバプール・ビエンナーレの開催中に、リヴァプール・ジョン・ムーア大学でスタッキズムの国際シンポジウムが開かれた。この企画を組んだのは、リバプール・スタッキストを立ち上げたナイーヴ・ジョンだった。同大学付属のリバプール美術デザイン学校にある68ホープ・ギャラリーでは同時に展示会も行われた。

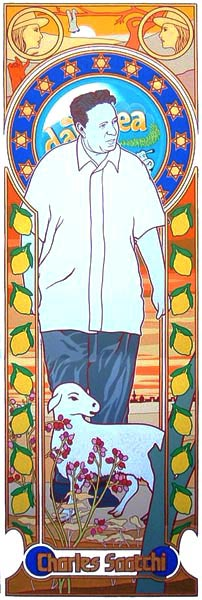
ポール・ハーヴェイ『チャールズ・サーチ』（2006年）

2006年にはイギリス国内のスタッキスト・グループだけで63を数えた。代表的なメンバーは、ナイーヴ・ジョン、マークD、エルザ・ダックス、ポール・ハーヴェイ、ジョン・ケリー、ウダイヤン、ピーター・マッカードル、ピーター・マーフィー、レイチェル・ジョーダン、ガイ・デニング、アビー・ジャクソンたちである。ジョン・ボーンは自宅にスタッキズム・ウェールズの本部を構え、（主にウェールズの）絵を常設展示した。アーティストのマンディー・マッカーティンはその常連ゲストとなった。
2010年、ポール・ハーヴェイが描いたチャールズ・サーチの絵が、「この界隈ではあまりにも挑発的」だからという理由でロンドンのマドックス・ストリートにあるギャラリーからウィンドウ・ディスプレイでの展示を中止された。この作品は初めてロンドンのメイフェアで開かれた展示会である「ピエロのスタッキストは自らの手を汚す」の目玉であり、チーズの包装紙の光輪を背にしたチャールズサーチと羊を描いていた。サーチ・ギャラリーは、絵を展示してもサーチは「問題ないだろう」とコメントしたが、問題のギャラリーは展示会を打ち切ったと発表した。ハーヴェイは「僕はサーチをもっと親近感がわく、人間らしくみえる描き方をしたんだ。ばかげた決定だよ」と語った。スタッキストは法的措置も検討し、ギャラリーにはEメールを送って抗議した。結果として絵は元通りに展示され、展示会も継続になった。

### デモ

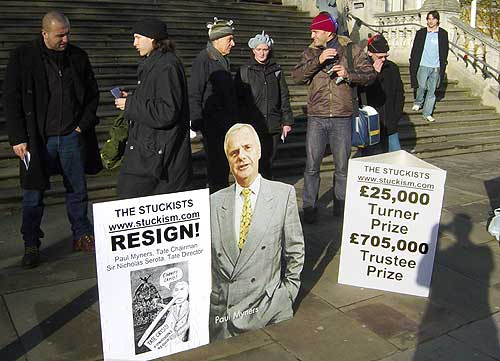
ターナー賞展を開くテートの外で、クリス・オフィリの作品を購入したことに抗議するスタッキストたち。人型のプラカードはテートの理事長、ポール・マイナース（2005年）

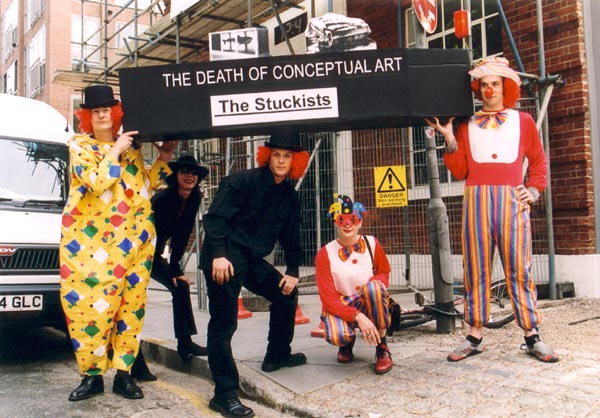
ホワイト・キューブ・ギャラリーでのパフォーマンス

ターナー賞にあわせてテート・ブリテンの外で2000年から2008年まで、時にピエロに扮して行った抗議活動大いにマスコミの注目を浴びた。2001年にはレイチェル・ホワイトリードの『アンタイトルド・モニュメント』が初披露されたトラファルガー広場でデモを行っている。2002年には、ギャラリーのホワイト・キューブに「コンセプチュアル・アートの死」と銘打った棺を運び込むパフォーマンスも行っている。2004年、サーチ・ギャラリーの「絵画の勝利」展の初日にあわせ、スタッキストたちはチャールズ・サーチの顔が灯されて光る、背の高いハットをかぶって集合し、サーチが自分たちのアイディアを真似ているというプラカードを掲げた。
イギリス国外でいうと、2003年には米コネチカット州ニューヘイヴンでイラク戦争に抗議するために行われた「ピエロによるブッシュ大統領裁判」などがある。マイケル・ディキンソンはトルコでエルドアンを風刺する政治的なコラージュ・アートを展示したために逮捕、起訴された（後に無罪放免となった）。

### スタッキスト・パンク・ヴィクトリアン

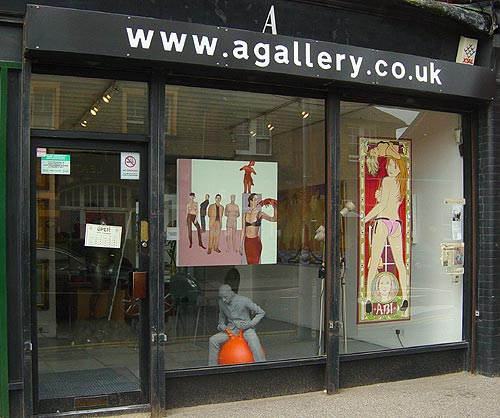
ウィンブルドンにあったア・ギャラリー。展示されているのはピーター・マッカードルとポール・ハーヴェイの絵画とエイドリアン・場にスターの彫刻である（2007年7月）

スタッキスト・パンク・ヴィクトリアンはスタッキズムのアートが初めて国営の美術館に並んだ展示会だった。ウォーカー・アート・ギャラリー、レディ・リーヴァー美術館、そして2004年のリバプール・ビエンナーレの展示品にも加わった。37人のアーティストによる250点の作品が出展された。アーティストはほとんどがイギリス出身だったが、アメリカ、ドイツ、オーストラリアからも各国のスタッキストの代表が参加した。スタッキストの写真家による展示会も同時開催された。スタッキスト・パンク・ヴィクトリアンと題した本も、この展示会にあわせて出版された。デイリーメール紙の記者だったジェーン・ケリーは、この展示会にマイラ・ヒンドレーを描いた絵を出展し、おそらくそれが原因で会社を解雇されてしまった。

### ア・ギャラリー
2007年7月、スタッキストはア・ギャラリーで「結婚している間はあなたとセックスしたくない」展を開いた。このタイトルはトムソンが前妻のステラ・ヴァインから結婚初夜に言われたらしい言葉にちなんでいる。この展示会は、ヴァインがモダン・アート・オックスフォードで開いた大規模な個展の初日にあわせて開催された。トムソンがこの展示会にいれこんでいたのは、ヴァインの個展の販促物には、彼女がスタッキストとして活動していた時期について一切言及がないことに怒っていたからである。テートの理事長だったポール・マイナースはどちらの展示会も訪れている。

### サー・ニコラス・セロタ、掘り出し物の購入を決断中

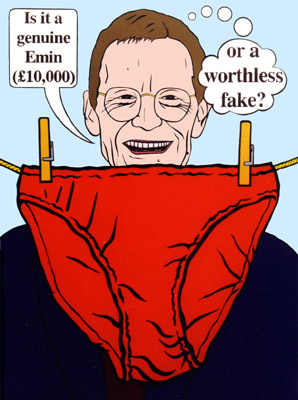
『サー・ニコラス・セロタ、掘り出し物の購入を決断中』（チャールズ・トムソン、2000年）

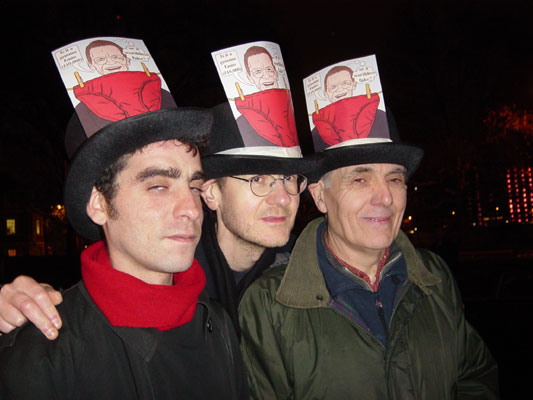
2006年のターナー賞に抗議するデモに参加するフェデリコ・ペンテアド、チャールズ・トムソン、ジョン・ボーン

チャールズ・トムソンの描いた『サー・ニコラス・セロタ、掘り出し物の購入を決断中』は、インデペンデント紙のシャーロット・クリップスが評したように、スタッキズムという芸術運動から生まれた最も有名な作品になった。反コンセプチュアル・アートの姿勢を象徴するものであり、ジェーン・モリスもガーディアン紙にまるでこの運動の「記念碑的」作品だと書いている。2000年に描かれて以降、様々な展示会にも出品されただけでなく、ターナー賞に反対するデモ活動でもプラカードの絵柄として使われた。描かれているのは、テート・ギャラリーの館長であり、毎年のターナー賞の審査委員長だったニコラス・セロタ卿で、ヤング・ブリティッシュ・アーティストであるトレーシー・エミンの『マイ・ベッド』の審査を風刺している。エミンの作品は、ベッドと、パンツなどの彼女の私物からなるインスタレーション・アートで、1999年にターナー賞候補作として展示されていた。

## 国外への波及
2000年にオーストラリア、メルボルンのリーガン・タマヌイが初めてイギリス国外にスタッキスト・グループを結成し、彼以外のアーティストも自由に自分たちの地域にちなんだ名前を冠したグループを始めるべきだということが決議された。スタッキズムはそれ以降、国際的な芸術運動となり、2012年12月の時点で52ヶ国233グループにまで拡大した。

## 元スタッキストたち

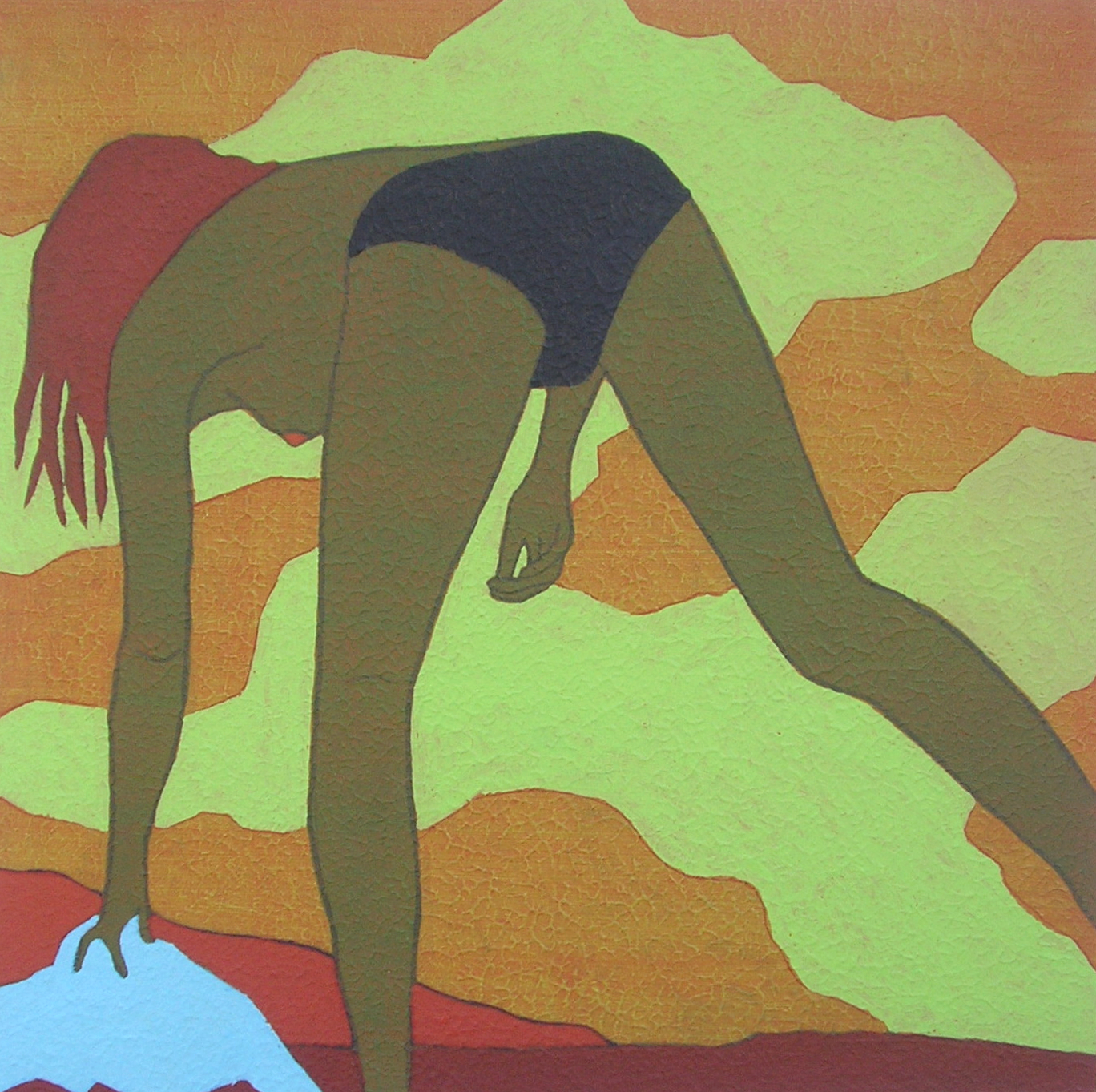
ピーター・クリント『ローテス・クリフ』（2008年）

共同創設者のビリー・チャイルディッシュは2001年にグループを去ったが、その活動方針には関わり続けると語っている。セクストン・ミングも、アクアリウム・ギャラリーと契約して一人のアーティストとしてキャリアを積むためにグループを離れた。ウルフ・ハワードも2006年に離脱したが、それ以降も作品は合同で展示している。ニューヘイブンでスタッキズム・センター・アメリカを運営してるジェシー・リチャーズもリモダニズム映画に取り組むため2006年にグループを去った。
2000年6月、チャイルディッシュとトムソンがロンドンで行ったスタッキズムとリモダニズムに関するトークイベントにステラ・ヴァインが出席していた。2001年5月末に、彼女はブリクストンで開かれた「スタッキストに一票を」展で初めて自分の絵を何枚か公開し、ウェストミンスター・スタッキストというグループを結成した。同年6月4日には、トラファルガー広場で行われたスタッキストのデモ活動にも参加している。7月10日には、自分のグループの名前をアンスタッキストに改めている。トムソンとヴァインが結婚したのはこの年の8月半ばである。11月半ばまで続いたパリでのスタッキスト展にヴァインは一枚の作品を出展していたが、この展示会が終わるころには彼女はスタッキストを拒絶するようになっていた。そして結婚生活は終わりを迎えた。
2004年2月、チャールズ・サーチがヴァインの肖像画『ウェールズ公妃ダイアナ』を購入し、彼女を「発見した」人間として語られるようになった。トムソンは彼女を発見したのはスタッキストであって、サーチではないと主張していたにもかかわらず、である。2004年3月の末に、トムソンは公正取引庁に対してサーチについて正式に申し立てを行った。内容は、第一人者であるサーチの立場は「小規模の競合相手に不利益をもたらす」ほど独占的な影響を持っているというもので、その例としてヴァインのケースを引用していた。8月15日、公正取引庁は「該当するすべてのマーケットでサーチは支配的な立場」ではないという理由でこの申し立てを終結させた。

## 受容と批判

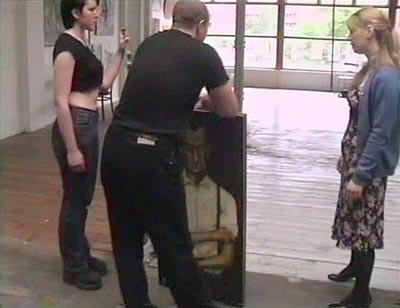
2001年の「スタッキストに一票を」展に参加したシャーロット・ガビン、ジョー・マシーン、ステラ・ヴァイン（右）。ヴァインの作品はこの展示会で初めて公開された

1999年、2人のパフォーマンス・アーティスト蔡元と奚建军が、トレイシー・エミンの『マイ・ベッド』に飛び乗った。彼女の作品はテート・ギャラリーのターナー賞候補作展に展示された、作者である彼女自身の片づけていないベッドであったが、2人の行為は無許可での芸術作品への介入だった。上半身裸だった蔡の背中にはいろいろ書かれており、その中には「アンチ・スタッキズム」の言葉があった。ガーディアン紙のフィアチラ・ギボンズは同じ年にこの出来事が「前代未聞のアンチ・スタッキスト運動が起こった瞬間として芸術の歴史に刻まれるだろう」と書いている。その10年後にガーディアン紙上でジョナサン・ジョーンズがスタッキストは「芸術の敵」であり、彼らが言っていることは「チープなスローガン」であり「ヒステリックにわめきちらしている」だけだと批判を行った。
アーティストのマックス・ポツォルスキは、アートワールドは未来派やダダのように新しい、挑発的なマニフェストを必要としているという。そのマニフェストは「アートワールドのアウトサイダー、反対者、反逆者、顧みられず不満を抱いている者にインスピレーションを与え、呼び集めることのできる、心からの情熱でもって書かれて」いなければならない。そして「我々はもうそれを手にしたんだ。スタッキズムという形でね」。
ニューヨークのアートギャラリーのオーナー、エドワード・ウィンクルマンは2006年にスタッキストのことを全く聞いたことがなく、「ウィキペディアで調べた」と語っている。そして「アンチ・コンセプチュアルアートの姿勢にはしらけるし、絵画について言っていることの無意味さは言うまでもないけれど、彼らのムーヴメントが体現する大衆化にはちょっと興味がある」と語った。トムソンはウィンクルマンに直接会って返事をしたという。
2006年には、コリン・グルーデルがテレグラフ紙に書いた記事によれば、スタッキストがセントラルロンドンで開催した最初の展示会ではこのムーヴメントを引っ張るアーティストの絵が「何枚も売れた」が、むしろ彼らの絵にはどういう良さがあるのか疑問が深まったという。「しかし批評家が何と言おうと、イギリス、アメリカ、日本のバイヤーはすでに賭けに出ている。トムソンの6枚の絵はそれぞれ4,000ユーロから5,000ユーロの間で値がついて買われていった。もとは囚人のジョー・マシーンはセラピー治療の一環で絵を描いているが、彼の絵も同じような価格で6枚売れた」。
BBCの美術担当記者ローレンス・ポラードは2009年に、ヴォーティシストやシュルレアリストたちもそうだが、スタッキストのような「文化の扇動者」のための道は、1909年2月20日未来派のマニフェストによって整備されたのだと語っている。

## ギャラリー
すべてイギリス人アーティストの作品（製作年不詳）

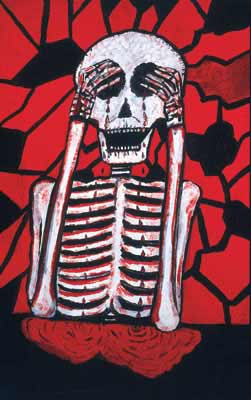
フィリップ・アブソロン『断絶』(Breakdown)
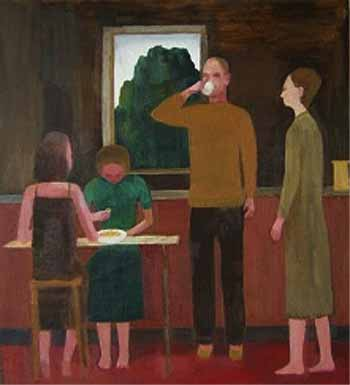
ジョン・ボーン『エプソムの台所』 (Epsom Kitchen)
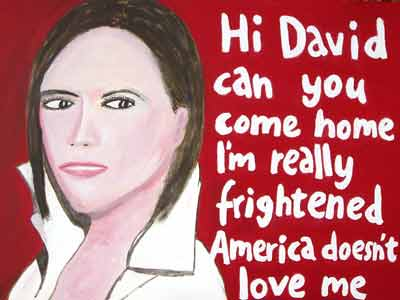
マーク・Ｄ『ヴィクトリア・ベッカムーアメリカは私を愛してない』 (Victoria Beckham: America Doesn't Love Me)
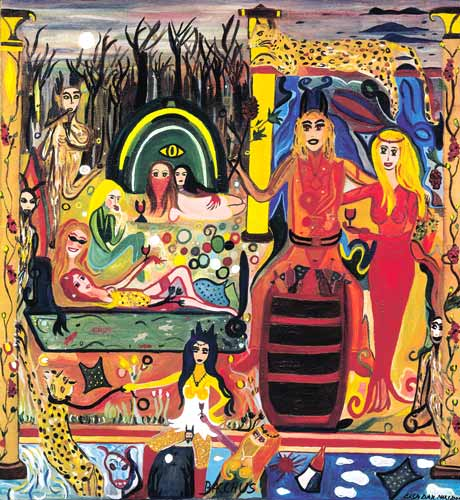
エルザ・ダックス『バッカス』(Bacchus)
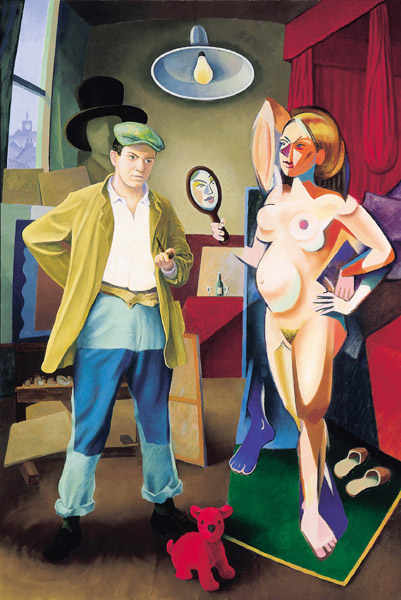
イーモン・エヴァーオール『結婚』(The Marriage)
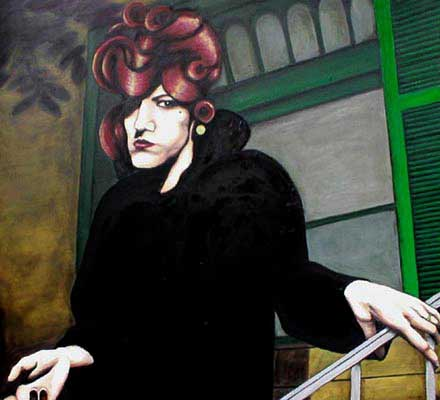
エラ・グル『さよならコロンブス』(Goodbye Columbus)
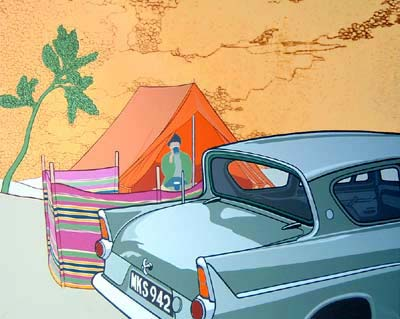
ポール・ハーヴェイ『フォード・アングリア、テントとジョットの木』(Ford Anglia with Tent and Giotto Tree)
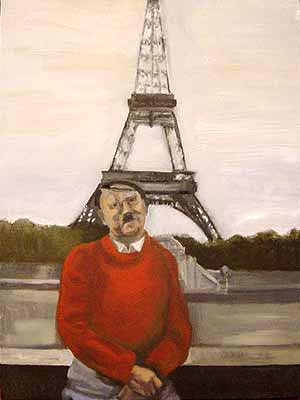
ジェーン・ケリー『精神病を直せたならば 1 』(If We Could Undo Psychosis 1)
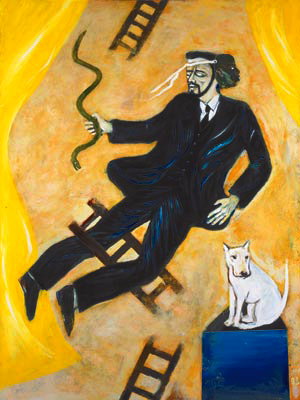
ビル・ルイス『笑う白い子犬』(The Laughter of Small White Dogs)
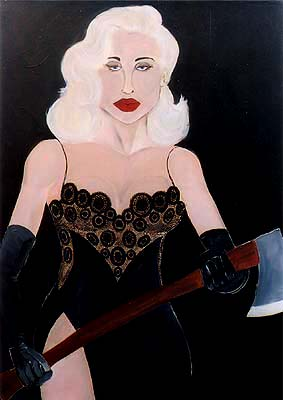
ジョー・マシーン『斧を持ったダイアナ・ドース』(Diana Dors with an Axe) - ダイアナ・ドースはイギリスの女優。
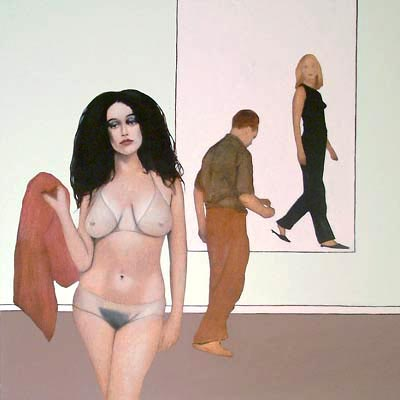
ピーター・マッカーデル『アーティストとモデル』(Artist and Model)
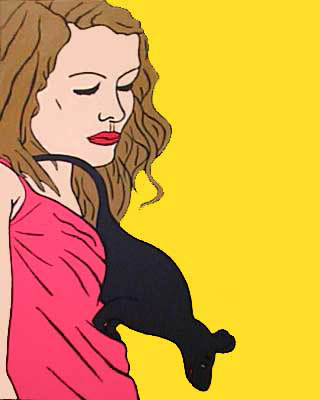
チャールズ・トムソン『ロンドンでシングルの女はすぐそばのネズミから6インチも離れていない』(A Single Woman in London Is Never more than Six Inches from the Nearest Rat) - どこにいても必ず6フィート以内にネズミがいるというイギリスの都市伝説のもじり

## 読書案内
- Ed. Katherine Evans, "The Stuckists", Victoria Press, 2000, ISBN 0-907165-27-3.
- Ed. Frank Milner, "The Stuckists punk Victorian", National Museums Liverpool, 2004, ISBN 1-902700-27-9.
- Robert Janás, "Stuckism International: The Stuckist Decade 1999–2009", Victoria Press, 2009, ISBN 0-907165-28-1.
- Charles Thomson, Robert Janás, Edward Lucie-Smith, "The Enemies of Art: The Stuckists", Victoria Press, 2011, ISBN 0-907165-31-1.
- Gabriela Luciana Lakatos, Expressionism Today (pages 13–14), University of Art and Design Cluj Napoca, 2011.
- Yolanda Morató, "¿Qué pinto yo aquí? Stuckistas, vanguardias remodernistas y el mundo del arte contemporáneo", Zut, 2006, ISSN 1699-7514 [It includes a translation into Spanish of Stuckism International and a portfolio of Larry Dunstan's pictures]
- Charles Thompson, "Stuck in the Emotional Landscape - Jiri Hauschka, Jaroslav Valecka", Victoria press, 2011, ISBN 978-0-907165-32-3.